# Rosie Thomas

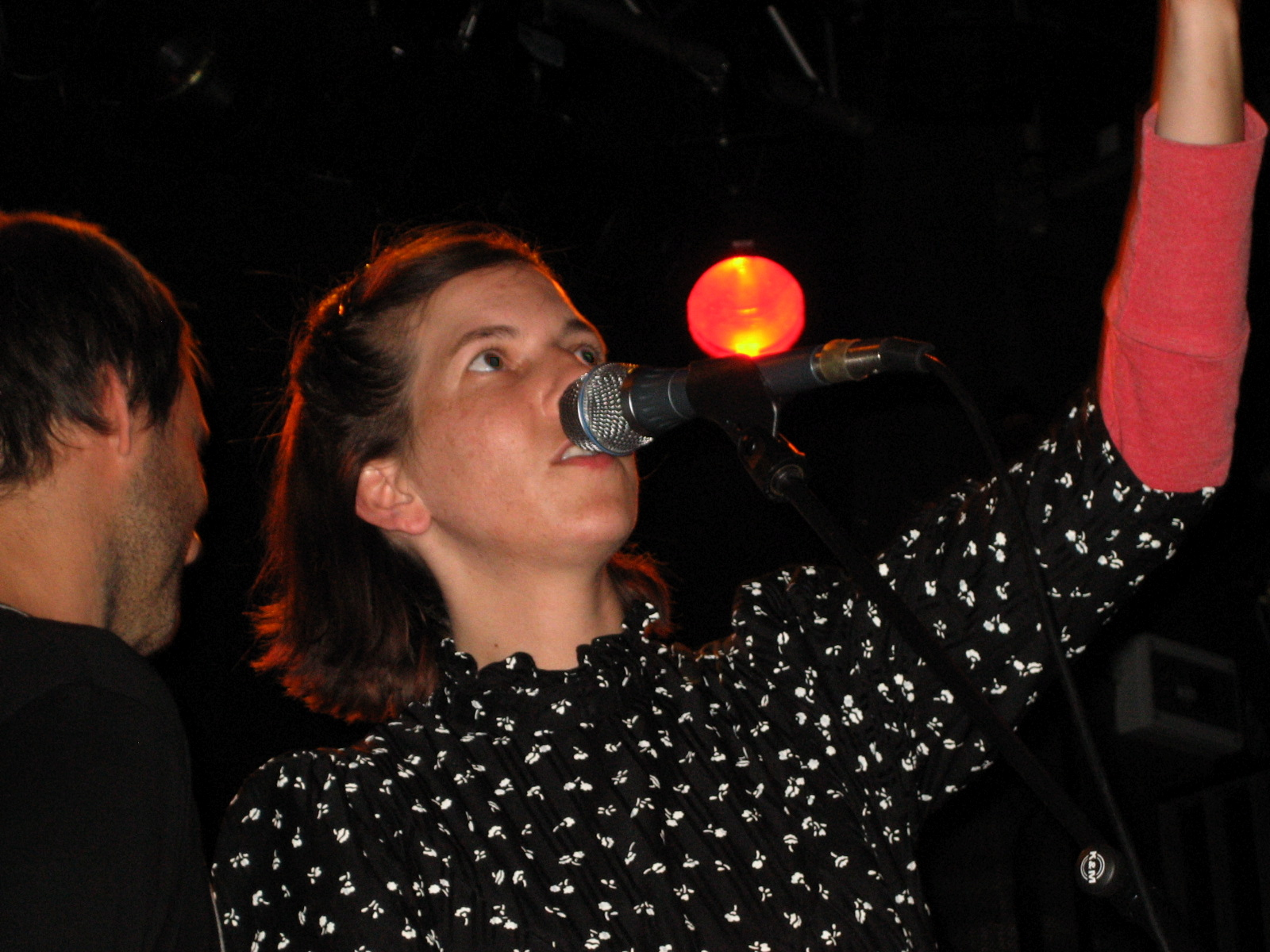
Rosie Thomas 2007

Rosie Thomas (* 1978 in Livonia) ist eine US-amerikanische Singer-Songwriterin aus Seattle, Washington.

## Leben
Sie studierte am Cornish College of the Arts und tourte in den späten 1990ern mit der Band Velour 100, bevor sie sich für eine Sololaufbahn entschied.
Durch ihre Beteiligung an dem Lied „Parking Lot“ von Damien Jurados Album Ghost of David wurde das Plattenlabel Sub Pop auf sie aufmerksam und nahm sie 2000 unter Vertrag. Ihr Debütalbum When We Were Small wurde am 22. Januar 2001 veröffentlicht. Auf dem Album spielten Eric Fisher (den Rosie Thomas auf der Performance-Kunst-Schule in Seattle getroffen hatte) Gitarre und Keyboard und Andy Myers Schlagzeug. Die beiden waren auch auf dem nachfolgenden Album Only with Laughter Can You Win (2003) vertreten.
Ihr drittes Album, If Songs Could Be Held, veröffentlichte sie 2005. Außerdem trat sie unter dem Namen Sheila Saputo als Stand-up comedian auf. Im März 2006 wurde sie vom Indie-Rock-Label Paper Bag Records aus Toronto eingeladen, sich mit ihrem Titel „Faith’s Silver Elephant“ an der Kompilation See You on the Moon! zu beteiligen.
Ihr Album These Friends of Mine wurde am 12. Dezember 2006 veröffentlicht. Auf ihm sind viele Lieder unter Beteiligung von Sufjan Stevens zu finden.

## Diskografie

### Alben
- When We Were Small (2001)
- Only with Laughter Can You Win (2003)
- If Songs Could Be Held (2005)
- These Friends of Mine (2006)
- A Very Rosie Christmas (2008)
- With Love (2012)

### EPs
- In Between (Album) (2001)
- Paper Aeroplane (2002)

### Singles
- „Pretty Dress“ (2005)